# ジャン＝ピエール・マルタンス
ジャン＝ピエール・マルタンス（Jean-Pierre Martins、1971年10月29日 - ）は、フランスの俳優。

## 出演作品
- 漆黒の闇で、パリに踊れ（ジョー）
- フランス、幸せのメソッド（JP）
- 晴れ、ときどきリリー
- ザ・ホード -死霊の大群-
- エディット・ピアフ～愛の讃歌～（マルセル・セルダン）